# 重铀酸亚铊
重铀酸亚铊是一种无机化合物，化学式为Tl2U2O7，它是铊的铀酸盐之一，在空气中可以稳定至850 °C。它可由碳酸亚铊和三氧化铀（或八氧化三铀）加热反应制得。